# Qualificazioni al campionato mondiale maschile di pallamano 1964
Le qualificazioni al campionato mondiale maschile di pallamano 1964 qualificarono alla fase finale disputata in Cecoslovacchia 9 squadre.

## Africa

### Semifinali
| Squadra 1 | Squadra 2        | Risultato |
| --------- | ---------------- | --------- |
| Senegal   | Costa d'Avorio   | ?         |
| Senegal   | Costa d'Avorio   | ?         |
| Siria     | Rep. Araba Unita | ?         |
| Siria     | Rep. Araba Unita | 16 - 40   |

### Finale
| Squadra 1        | Squadra 2 | Risultato |
| ---------------- | --------- | --------- |
| Rep. Araba Unita | Senegal   | ?         |
| Rep. Araba Unita | Senegal   | ?         |

- Rep. Araba Unita: Qualificato alla fase finale.

## America
| Squadra 1 | Squadra 2   | Andata                   | Ritorno                    | Totale  |
| --------- | ----------- | ------------------------ | -------------------------- | ------- |
| Canada    | Stati Uniti | Toronto, 7 dicembre 1963 | Union NJ, 21 dicembre 1963 | 32 - 33 |
| Canada    | Stati Uniti | 15 - 17                  | 17 - 16                    | 32 - 33 |

- Stati Uniti: Qualificata alla fase finale.

## Asia
- Giappone: qualificato.

## Europa
| Squadra 1        | Squadra 2   | Andata                    | Ritorno                    | Totale  |
| ---------------- | ----------- | ------------------------- | -------------------------- | ------- |
| Unione Sovietica | Finlandia   | Tbilisi, 20 dicembre 1963 | Helsinki, 19 gennaio 1964  | 51 - 33 |
| Unione Sovietica | Finlandia   | 26 - 19                   | 25 - 14                    | 51 - 33 |
| Norvegia         | Paesi Bassi | Oslo, 15 dicembre 1963    | Amsterdam, 11 gennaio 1964 | 33 - 22 |
| Norvegia         | Paesi Bassi | 17 - 9                    | 16 - 13                    | 33 - 22 |
| Spagna           | Francia     | Madrid, 14 dicembre 1963  | Parigi, 17 gennaio 1964    | 24 - 29 |
| Spagna           | Francia     | 16 - 13                   | 8 - 16                     | 24 - 29 |
| Jugoslavia       | Austria     | Belgrado, 5 dicembre 1963 | Vienna, 21 gennaio 1964    | 46 - 32 |
| Jugoslavia       | Austria     | 26 - 14                   | 20 - 18                    | 46 - 32 |
| Lussemburgo      | Svizzera    | Jœuf, 14 dicembre 1963    | Lucerna, 18 gennaio 1964   | 28 - 65 |
| Lussemburgo      | Svizzera    | 16 - 29                   | 12 - 36                    | 28 - 65 |
| Polonia          | Ungheria    | ?, 26 dicembre 1963       | Budapest, 13 gennaio 1964  | 30 - 39 |
| Polonia          | Ungheria    | 12 - 16                   | 18 - 23                    | 30 - 39 |